# Missionskreuz (Gefäll)

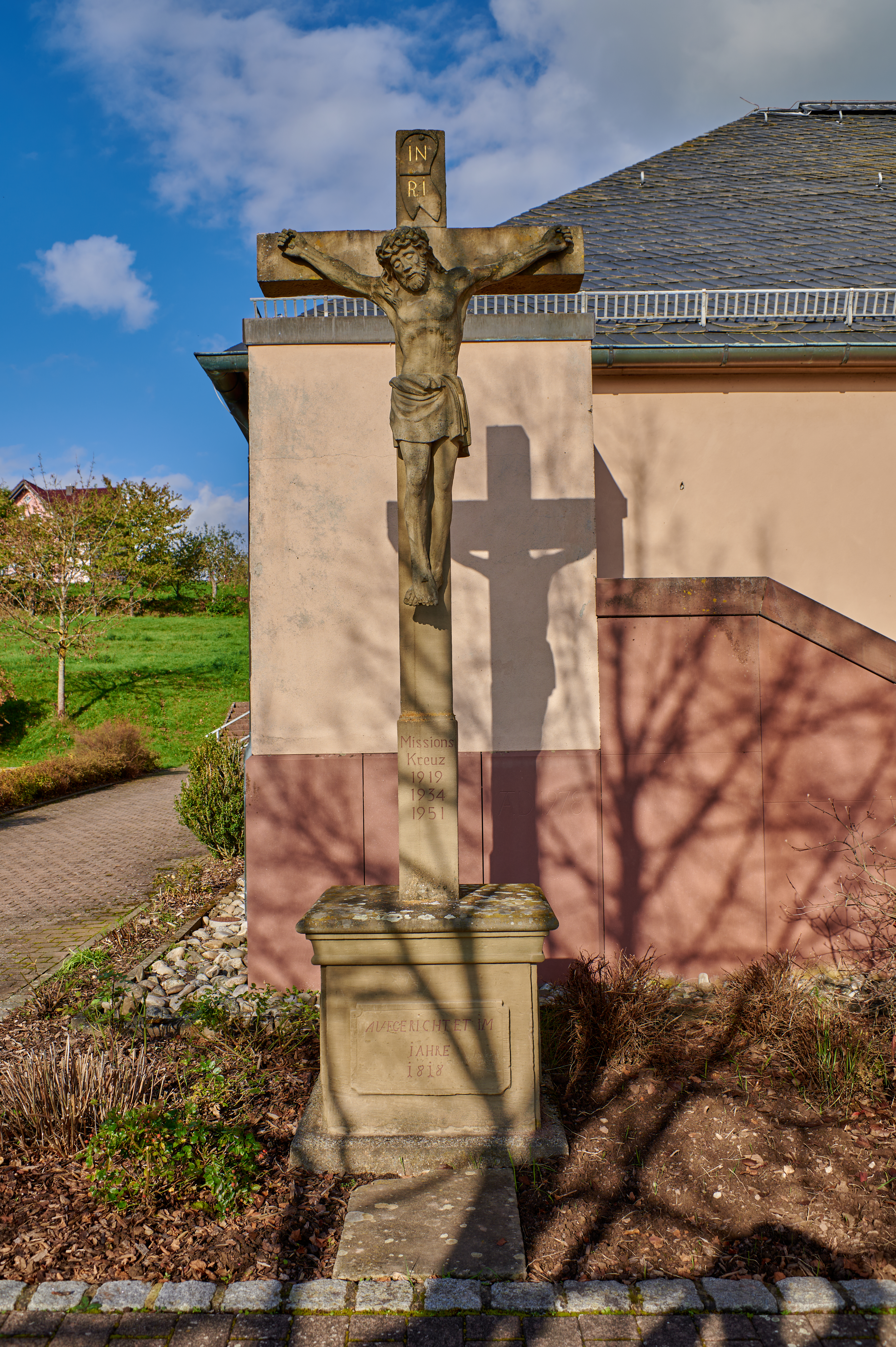
Wegkreuz in Gefäll, Köhlerstraße 28

Das Missionskreuz Gefäll ist ein Flurdenkmal in Gefäll, einem Gemeindeteil im Markt Burkardroth im unterfränkischen Landkreis Bad Kissingen. Es befindet sich in der Köhlerstraße 28 bei der St. Antonius-Kirche.
Das Kreuz gehört zu den Baudenkmälern von Burkardroth und ist unter der Nummer D-6-72-117-23 in der Bayerischen Denkmalliste registriert.

## Beschreibung
Das etwa 400 cm hohe Wegkreuz besteht aus gelbem Sandstein und entstand im Jahr 1818.
Auf einem mehrteiligen, 85 cm hohen Sockel steht ein dreiteiliger Schaft mit Korpus und Inschriftzettel. Die 10 cm hohe Bodenplatte besteht aus rotem Sandstein und hat die Abmessungen 105 cm × 103 cm. Das 68 cm hohe Sockelprisma besteht aus grauem Sandstein und hat die Abmessungen 82 cm × 85 cm. Die Sockelplatte oben hat eine Höhe von 20 cm, die Abmessungen 100 cm × 93 cm und ist profiliert aus Wulst, vorkragender Kehle, Falz, Wulst und Falz, zum Schaftloch hin leicht ansteigend. Der Schaftsockel des Kreuzstammes hat eine Höhe von 75 cm und einen Querschnitt von 24 cm × 23,5 cm. Der Schaftquerschnitt beträgt 22 cm × 22 cm. Die Kreuzhöhe beträgt 310 cm. Die Querbalken sind jeweils 60 cm lang. Der 150 cm hohe Korpus besteht aus gelbem Sandstein.
Die Inschriften am Schaft lauten:

„Missions

Kreuz

1919

1934

1951“

Die Sockelinschrift lautet:

„AUFGERICHTET IM

JAHRE

1818“